# AO dels Llebrers
AO dels Llebrers (AO Canum Venaticorum) és un estel variable a la constel·lació dels Llebrers, la quarta més brillant de la mateixa. Encara tenint magnitud aparent +4'72 no té denominació de Bayer.
A 286 anys llum de distància del Sistema Solar, AO dels Llebrers és una gegant blanc-groga de tipus espectral F3III. Amb una temperatura efectiva de 7.046 K, és 88 vegades més lluminosa que el Sol. Té un radi 5'8 vegades major que el radi solar. El seu contingut de ferro és gairebé el doble que el del Sol. Amb una massa de 2'5 masses solars, la seva edat s'estima en 600 milions d'anys.
Els seus paràmetres físics són similars a l'estel δ Scuti, encara que la seva lluminositat és major que la d'aquesta. També comparteix la seva condició de variable polsant amb aquest estel, car AO dels Llebrers també és una variable Delta Scuti. L'amplitud de la seva variació és molt petita —amb prou feines 0,05 magnituds—, estant classificada com una variable Delta de l'Escut de baixa amplitud. Encara que la major part dels estels d'aquest subtipus són estels de la seqüència principal i estels de cúmuls oberts, AO dels Llebrers no reuneix cap de les dues condicions. El seu període d'oscil·lació és de sol 2'92 hores.